# オイゲン・ダルベール
オイゲン・ダルベール（Eugen Francis Charles d'Albert、1864年4月10日 - 1932年3月3日）は、スコットランド出身のピアニスト・作曲家。もっぱらドイツで活躍し、帰化もしている。第一次世界大戦中には自らがドイツ人であると宣言した。

## 概要
本名ウジェーヌ・フランシス・シャルル・ダルベール (フランス語: Eugène Francis Charles d'Albert) としてグラスゴーに生まれた。紹介に使われる名は本名Eugèneのドイツ語形である。父親はドイツ生まれのイタリア系フランス人のバレエ音楽の作曲家シャルル・ダルベール。父方の祖先にイタリアの作曲家ジュゼッペ・マッテーオ・アルベルティならびにドメニコ・アルベルティがいる。母親はイングランド人であったが、英語はなかなか上達しなかった。音楽は独学であったにもかかわらず、神童として奨学金を得て、ロンドンの王立音楽大学に入学後、若くしてウィーン音楽院に留学する。その後フランツ・リストに入門した。
名ピアニストとして演奏と録音の両面で活躍、恩師リストのピアノ曲を、レコードや自動演奏ピアノに録音した。ベートーヴェンやリストを得意とし、力強く情感こまやかな演奏によって、ウィーン・デビューに接したブラームスを震撼させたと伝えられている。
作品には、交響曲、2つの弦楽四重奏曲、2つのピアノ協奏曲、チェロ協奏曲、代表作『低地』（Tiefland）などの歌劇、歌曲、ピアノ独奏曲がある。
恋多き優男としても有名で、ベネズエラ人ピアニストで歌手のテレサ・カレーニョ（シモン・ボリバルの孫娘、マクダウェルの少年時代の恩師）を含めて6度の結婚を経験した。
なお、「鍵盤の獅子王」の異名を持つピアニスト、ヴィルヘルム・バックハウスはダルベールの弟子にあたる。

## 主要作品

### 管弦楽
- ピアノ協奏曲 第1番 ロ短調 作品2 (1884年)
- 交響曲（第1番）ヘ長調 作品4 (1886年)
- 序曲『エステル』（Esther） 作品8 (1888年)
- ピアノ協奏曲 第2番 ホ長調 作品12 (1893年)
- チェロ協奏曲 ハ長調 作品20 (1899年)
- 管弦楽組曲『灰かぶり姫』（Aschenputtel） 作品33 (1924年)
- 歌劇「低地」の交響的前奏曲 作品34 (1924年)

### 室内楽・ピアノ曲
- 組曲 ニ長調 作品1 (1883年)（ピアノ曲）
- ピアノのための8つの小品　Acht Klavierstücke 作品5
- 弦楽四重奏曲 第1番 イ短調 作品7 (1887年)
- ピアノ・ソナタ 嬰ヘ短調 作品10 (1893年)
- 弦楽四重奏曲 第2番 変ホ長調 作品11 (1893年)

### 声楽曲
- 『人間と生活（人生）』（Der Mensch und das Leben） 作品14 (1893年)
- 『人魚姫』（Seejungfräulein） 作品15 (1897年)
- 『人が自然を味わうように』（Wie wir die Natur erleben） 作品24 (1903年)
- 『中世のヴィーナス賛歌』（Mittelalterliche Venushymne） 作品26 (1904年)
- 『ドイツの守護神に』（An den Genius von Deutschland） 作品30 (1904年)
  - ピアノ伴奏つき歌曲は他に全部で58曲あり、出版数は10巻に上る。

### 歌劇
- 『紅玉』（Der Rubin） (1893年)
- 『ギズモンダ』（Ghismonda） (1895年)
- 『ゲルノート』（Gernot） (1897年)
- 『旅立ち』（Die Abreise） (1898年)
- 『カイン』（Kain） (1900年)
- 『即興詩人』（Der Improvisator） (1902年)
- 『低地』（Tiefland） (1903年)
- 『フルート独奏』（Flauto solo） (1905年)
- “Tragaldabas” (1907年)
- “Izëyl” (1909年)
- 『贈り物にされた女』（Die verschenkte Frau） (1912年)
- 『愛の鎖』（Liebesketten） (1912年)
- 『死せる瞳』“Die toten Augen” (1916年)
- 『オリヴェーラの牡牛』（Der Stier von Olivera） (1918年)
- 『革命さわぎの結婚式』（Revolutionshochzeit） (1919年)
- 『シロッコ』（Scirocco） (1921年)
- “Mareike von Nymwegen” (1923年)
- 『ゴーレム』（Der Golem） (1926年)
- 『黒い蘭』（Die schwarze Orchidee） (1928年)
- 『エフェソスの未亡人（Die Witwe von Ephesos） (1930年)
- 『ウー氏』（Mister Wu） (1932年)